# Giải bóng đá Hạng Nhất Quốc gia 2015
Giải bóng đá Hạng Nhất Quốc gia 2015, tên gọi chính thức là Giải bóng đá Hạng Nhất Quốc gia KienlongBank 2015 (tiếng Anh: KienlongBank V.League 2 - 2015) vì lý do tài trợ, là mùa giải thứ 19 của Giải bóng đá hạng nhất quốc gia Việt Nam do Công ty Cổ phần Bóng đá chuyên nghiệp Việt Nam (VPF) điều hành và quản lý.
Kể từ mùa giải này trở đi, các câu lạc bộ sẽ không còn được sử dụng cầu thủ ngoại binh (trừ cầu thủ nhập tịch).

## Thay đổi trước mùa giải
Danh sách đội bóng có sự thay đổi so với mùa giải 2014.
| Xuống hạng từ V.League 1 2014 - Không có. Hùng Vương An Giang vốn xuống hạng từ V.League 1 nhưng giải thể và xuống đá Giải hạng ba 2015). Thăng hạng từ Giải hạng nhì 2014 - Nam Định - Bình Phước - Phú Yên - Công An Nhân dân | Thăng hạng lên V.League 1 2015 - Đồng Tháp - Sanna Khánh Hòa - XSKT Cần Thơ Xuống hạng Giải hạng nhì 2015 - Fico Tây Ninh |

## Các đội bóng
| Đội              | Trụ sở          | Sân nhà                    | Sức chứa | Huấn luyện viên    |
| ---------------- | --------------- | -------------------------- | -------- | ------------------ |
| CLB Bóng đá Huế  | Huế             | Sân vận động Tự Do         | 25,000   | Nguyễn Đức Dũng    |
| Tp. Hồ Chí Minh  | Tp. Hồ Chí Minh | Sân vận động Thống Nhất    | 25,000   | Phùng Thanh Phương |
| Phú Yên          | Tuy Hòa         | Sân vận động Phú Yên       | 5,000    | Đinh Hồng Vinh     |
| Bình Phước       | Bình Phước      | Sân vận động Bình Phước    | 5,000    | Lê Thanh Xuân      |
| Nam Định         | Nam Định        | Sân vận động Thiên Trường  | 25,000   | Nguyễn Thế Cường   |
| Công an Nhân dân | Hà Nội          | Sân vận động Hàng Đẫy      | 18,000   | Phạm Minh Đức      |
| Đắk Lắk          | Buôn Ma Thuột   | Sân vận động Buôn Ma Thuột | 25,000   | Lư Đình Tuấn       |
| CLB Hà Nội       | Hà Nội          | Sân vận động Hàng Đẫy      | 20,000   | Nguyễn Đức Thắng   |

## Bảng xếp hạng
| VT | Đội                  | ST | T | H | B | BT | BB | HS  | Đ  | Thăng hạng hoặc xuống hạng     |
| -- | -------------------- | -- | - | - | - | -- | -- | --- | -- | ------------------------------ |
| 1  | CLB Hà Nội (C, P)    | 14 | 8 | 4 | 2 | 22 | 10 | +12 | 28 | Thăng hạng lên V.League 1 2016 |
| 2  | Huế                  | 14 | 7 | 3 | 4 | 16 | 10 | +6  | 24 |                                |
| 3  | TP Hồ Chí Minh       | 14 | 7 | 3 | 4 | 19 | 13 | +6  | 24 |                                |
| 4  | Nam Định             | 14 | 5 | 3 | 6 | 13 | 18 | −5  | 18 |                                |
| 5  | Đắk Lắk              | 14 | 4 | 4 | 6 | 13 | 19 | −6  | 16 |                                |
| 6  | Phú Yên              | 14 | 3 | 6 | 5 | 16 | 19 | −3  | 15 |                                |
| 7  | Bình Phước           | 14 | 4 | 3 | 7 | 19 | 25 | −6  | 15 |                                |
| 8  | Công an Nhân dân (R) | 14 | 3 | 4 | 7 | 14 | 17 | −3  | 13 | Xuống hạng Giải hạng nhì 2016  |

### Vị trí các đội qua từng vòng đấu
| Đội \ Vòng đấu   | 1 | 2 | 3 | 4 | 5 | 6 | 7 | 8 | 9 | 10 | 11 | 12 | 13 | 14 |
| ---------------- | - | - | - | - | - | - | - | - | - | -- | -- | -- | -- | -- |
| Bình Phước       | 5 | 6 | 7 | 4 | 3 | 2 | 4 | 5 | 5 | 4  | 4  | 4  | 6  | 7  |
| Công an Nhân dân | 6 | 7 | 6 | 7 | 7 | 7 | 6 | 6 | 6 | 6  | 6  | 6  | 8  | 8  |
| Đắk Lắk          | 7 | 8 | 8 | 8 | 8 | 8 | 8 | 8 | 8 | 7  | 7  | 7  | 7  | 5  |
| CLB Hà Nội       | 3 | 3 | 4 | 6 | 4 | 3 | 2 | 1 | 1 | 1  | 1  | 1  | 1  | 1  |
| Huế              | 1 | 1 | 1 | 1 | 1 | 1 | 1 | 3 | 3 | 3  | 3  | 3  | 2  | 2  |
| Nam Định         | 2 | 4 | 3 | 5 | 6 | 6 | 7 | 7 | 7 | 8  | 8  | 5  | 4  | 4  |
| Phú Yên          | 4 | 2 | 2 | 3 | 5 | 5 | 5 | 4 | 4 | 5  | 5  | 8  | 5  | 6  |
| Tp. Hồ Chí Minh  | 8 | 5 | 5 | 2 | 2 | 4 | 3 | 2 | 2 | 2  | 2  | 2  | 3  | 3  |

Cập nhật lần cuối: ngày 30 tháng 8 năm 2015
Nguồn: Công ty Cổ phần bóng đá chuyên nghiệp Việt Nam

## Kết quả các vòng đấu
| Nhà \ Khách[1]   | BP  | CAND | HU  | HN  | NĐ  | PY  | HCM | ĐL  |
| Bình Phước       |     | 3–0  | 1–0 | 1–1 | 3–1 | 0–4 | 1–2 | 2–2 |
| Công an Nhân dân | 4–2 |      | 0–1 | 1–0 | 3–1 | 0–1 | 0–1 | 0–0 |
| Huế              | 2–1 | 0–0  |     | 1–0 | 3–1 | 1–1 | 3–0 | 2–1 |
| CLB Hà Nội       | 3–0 | 3–2  | 1–1 |     | 0–0 | 4–0 | 1–0 | 1–0 |
| Nam Định         | 2–1 | 2–1  | 1–0 | 0–2 |     | 1–1 | 1–0 | 0–1 |
| Phú Yên          | 0–0 | 2–2  | 0–1 | 2–3 | 0–1 |     | 1–1 | 1–1 |
| Tp. Hồ Chí Minh  | 3–1 | 1–1  | 2–1 | 0–0 | 2–1 | 4–0 |     | 3–0 |
| Đắk Lắk          | 1–3 | 1–0  | 1–0 | 2–3 | 1–1 | 0–3 | 2–0 |     |

Cập nhật lần cuối: ngày 30 tháng 8 năm 2015.
Nguồn: Công ty Cổ phần bóng đá chuyên nghiệp Việt Nam
1 ^ Đội chủ nhà được liệt kê ở cột bên tay trái.
Màu sắc: Xanh = Chủ nhà thắng; Vàng = Hòa; Đỏ = Đội khách thắng.

## Tốp ghi bàn
Tính đến Các trận đấu đến ngày 29 tháng 8 năm 2015.
| Xếp hạng | Cầu thủ          | Câu lạc bộ                               | Số bàn thắng |
| -------- | ---------------- | ---------------------------------------- | ------------ |
| 1        | Trịnh Duy Long   | Câu lạc bộ Hà Nội                        | 8            |
| 2        | Nguyễn Như Tuấn  | Câu lạc bộ bóng đá Công an Nhân dân      | 5            |
| 2        | Võ Lý            | Bóng đá Huế                              | 5            |
| 4        | Lê Kim Hậu       | Câu lạc bộ bóng đá Bình Phước            | 4            |
| 4        | Nguyễn Hữu Sơn   | Câu lạc bộ bóng đá Công an Nhân dân      | 4            |
| 4        | Nguyễn Quang Hải | Câu lạc bộ Hà Nội                        | 4            |
| 4        | Phạm Thanh Tấn   | Câu lạc bộ bóng đá Phú Yên               | 4            |
| 4        | Nguyễn Tuấn Anh  | Câu lạc bộ bóng đá Thành phố Hồ Chí Minh | 4            |

## Tổng kết mùa giải
- Vô địch: Câu lạc bộ Hà Nội.
- Giải phong cách: Câu lạc bộ Hà Nội.
- Á quân: Câu lạc bộ bóng đá Huế.
- Hạng 3: Câu lạc bộ Thành phố Hồ Chí Minh.
- Danh sách các cầu thủ xuất sắc nhất câu lạc bộ:

| Cầu thủ                   | Câu lạc bộ            |
| ------------------------- | --------------------- |
| Đặng Trần Hoàng Nhựt (24) | Bình Phước            |
| Nguyễn Như Tuấn (16)      | Công an Nhân dân      |
| Danh Lương Thực (5)       | Đắk Lắk               |
| Đỗ Văn Thuận (14)         | Câu lạc bộ Hà Nội     |
| Trần Đình Minh Hoàng (26) | CLB bóng đá Huế       |
| Nguyễn Minh Trung (17)    | Thành phố Hồ Chí Minh |
| Vũ Hữu Quý (5)            | Nam Định              |
| Triệu Việt Hưng (7)       | Phú Yên               |